# Ngày Corndog Quốc gia
Ngày Corndog Quốc gia là một ngày lễ kỷ niệm liên quan đến bóng rổ, corn dog (Một chiếc corn dog thường là xúc xích được phủ một lớp bột ngô dày), Tater Tots, và bia Mỹ diễn ra vào tháng 3 hàng năm vào ngày thứ Bảy đầu tiên của Giải vô địch bóng rổ hạng I nam NCAA.

## Lịch sử
National Corndog Day được khai mạc vào năm 1992 tại Corvallis, Oregon bởi Brady Sahnow và Henry Otley. Lễ kỷ niệm đầu tiên là không chính thức và chỉ liên quan đến corndog và bóng rổ. Trong những năm tiếp theo, National Corndog Day đã được mở rộng để bao gồm bánh khoai tây chiên và bia và dần dần lan sang các thành phố khác. Lễ kỷ niệm hiện được tài trợ bởi Foster Farms, công ty gia cầm có trụ sở tại Livingston, California, PBR, công ty bia có trụ sở tại Trung Tây Hoa Kỳ và Jones Soda. Các hoạt động cho National Corndog Day hiện được điều hành bởi một ban giám đốc bao gồm những người tổ chức sự kiện (hoặc "đội trưởng thành phố") có trụ sở tại nhiều thành phố khác nhau ở Hoa Kỳ.
Đến năm 2007, các bữa tiệc kỷ niệm Ngày National Corndog Day đã diễn ra tại 113 địa điểm ở hơn 30 tiểu bang của Hoa Kỳ, Quận Columbia và Úc. Năm 2008, số lượng tham gia tăng lên gần 5.000 trên năm châu lục, bao gồm một tại Trạm McMurdo ở Nam Cực. Năm 2009, số người tham gia đã giảm trở lại đường xu hướng so với mức cao nhất năm 2008, với gần 400 người vào ngày 21 tháng 3 năm 2009. National Corndog Day 2009 took place on Saturday, March 21st, 2009. Cùng năm đó, nghệ sĩ âm nhạc và người chiến thắng cuộc thi, Ben Brennan, đã viết và biểu diễn bài hát chủ đề của ngày National Corndog Day.
Vào ngày 16 tháng 3 năm 2012, Thống đốc Oregon, John A. Kitzhaber đã tuyên bố ngày 17 tháng 3 năm 2012 là ngày National Corndog Day.